# NGC 2803
NGC 2803 is een elliptisch sterrenstelsel in het sterrenbeeld Kreeft. Het hemelobject werd op 21 maart 1784 ontdekt door de Duits-Britse astronoom William Herschel.

## Synoniemen
- UGC 4898
- MCG 3-24-27
- ZWG 91,44
- KCPG 194B
- PGC 26181